# Superettan 2012
La Superettan 2012 è stata la 13ª edizione del secondo livello del campionato di calcio svedese nel suo formato attuale. I sorteggi per il calendario sono avvenuti il 9 dicembre 2011. La stagione è iniziata il 6 aprile 2012 e si è conclusa il 3 novembre 2012.

## Formula
Le 16 squadre partecipanti si sono affrontate in un girone di andata e ritorno, per un totale di 30 giornate.

Le prime due squadre si qualificano direttamente per la promozione il Allsvenskan 2013.

La terza classificata giocherà i play-off con la quattordicesima squadra in Allsvenskan per la promozione.

Le ultime due squadre vengono direttamente retrocesse.

Le tredicesima e quattordicesima classificate giocheranno i play-off contro le prime classificate di Division 1 Södra e Division 1 Norra per restare in Superettan.

## Squadre partecipanti
Le prime due classificate della Superettan 2011, Åtvidaberg e GIF Sundsvall, sono state promosse direttamente in Allsvenskan. Sono state rimpiazzate dalle retrocesse Trelleborg e Halmstad. Västerås e Qviding sono stati retrocessi e sono stati rimpiazzati dai vincitori di Division 1 Norra, Umeå FC e Division 1 Södra, Varberg.

## Classifica
|  | Pos. | Squadra          | Pt | G  | V  | N  | P  | GF | GS | DR  |
|  | ---- | ---------------- | -- | -- | -- | -- | -- | -- | -- | --- |
|  | 1.   | Öster            | 66 | 30 | 20 | 6  | 4  | 57 | 28 | +29 |
|  | 2.   | Brommapojkarna   | 61 | 30 | 20 | 1  | 9  | 61 | 39 | +22 |
|  | 3.   | Halmstad         | 56 | 30 | 16 | 8  | 6  | 61 | 33 | +28 |
|  | 4.   | Hammarby         | 49 | 30 | 13 | 10 | 7  | 40 | 33 | +7  |
|  | 5.   | Ljungskile       | 42 | 30 | 11 | 9  | 10 | 36 | 36 | 0   |
|  | 6.   | Landskrona BoIS  | 41 | 30 | 12 | 5  | 13 | 35 | 43 | -8  |
|  | 7.   | Jönköpings Södra | 40 | 30 | 10 | 10 | 10 | 52 | 47 | +5  |
|  | 8.   | Assyriska        | 39 | 30 | 11 | 6  | 13 | 44 | 49 | -5  |
|  | 9.   | Ängelholms FF    | 39 | 30 | 10 | 9  | 11 | 40 | 46 | -6  |
|  | 10.  | Brage            | 39 | 30 | 10 | 9  | 11 | 35 | 45 | -10 |
|  | 11.  | Varberg          | 37 | 30 | 8  | 13 | 9  | 49 | 52 | -3  |
|  | 12.  | Degerfors        | 35 | 30 | 9  | 8  | 13 | 46 | 53 | -7  |
|  | 13.  | Falkenberg       | 34 | 30 | 8  | 10 | 12 | 45 | 47 | -2  |
|  | 14.  | IFK Värnamo      | 30 | 30 | 8  | 6  | 16 | 47 | 54 | -7  |
|  | 15.  | Trelleborg       | 29 | 30 | 8  | 5  | 17 | 40 | 55 | -15 |
|  | 16.  | Umeå FC          | 23 | 30 | 6  | 5  | 19 | 34 | 61 | -27 |

Legenda:

      Promosse in Allsvenskan 2013

      Ammesse ai Play-off contro la 14° in Allsvenskan

      Ammesse ai Play-off contro le prime in Division 1 Norra e Södra

      Retrocesse in Division 1

## Spareggi

### Spareggi per la Superettan 2013
|            | Risultati |            | Luogo e data                 |  |
| ---------- | --------- | ---------- | ---------------------------- |  |
| Forward    | 0 - 0     | Falkenberg | Örebro, 7 novembre 2012      |  |
| Falkenberg | 2 - 1     | Forward    | Falkenberg, 11 novembre 2012 |  |

|             | Risultati |             | Luogo e data              |  |
| ----------- | --------- | ----------- | ------------------------- |  |
| Lund IF     | 0 - 2     | IFK Värnamo | Lund, 7 novembre 2012     |  |
| IFK Värnamo | 2 - 2     | Lund IF     | Värnamo, 11 novembre 2012 |  |

Falkenberg e Värnamo ottengono la permanenza in Superettan.

## Statistiche

### Individuali

#### Classifica marcatori[1]
| Gol | Rigori |  | Giocatore                 | Squadra          |
| --- | ------ |  | ------------------------- | ---------------- |
| 18  | 2      |  | Pablo Piñones Arce        | Brommapojkarna   |
| 17  | 1      |  | Robin Simović             | Ängelholms FF    |
| 16  |        |  | Guðjón Baldvinsson        | Halmstad         |
| 16  |        |  | Freddy Söderberg          | Öster            |
| 15  |        |  | Nabil Bahoui              | Brommapojkarna   |
| 14  | 2      |  | Patrik Larsson            | Varberg          |
| 13  |        |  | Mikael Boman              | Halmstad         |
| 12  | 1      |  | Gabriel Altemark Vanneryr | Varberg          |
| 12  | 1      |  | Fuad Hyseni               | Assyriska        |
| 12  | 2      |  | Dragan Kapčević           | Brage            |
| 10  |        |  | Christopher Brandeborn    | Degerfors        |
| 10  |        |  | Stefan Rodevåg            | Falkenberg       |
| 10  | 3      |  | Branimir Hrgota           | Jönköpings Södra |
| 9   |        |  | Fredrik Olsson            | Landskrona BoIS  |
| 9   |        |  | Kenny Pavey               | Ljungskile       |
| 9   |        |  | Peter Samuelsson          | Degerfors        |